# 하이석
하이석(夏怡錫, 1978년 12월 25일 ~ )은 대한민국의 배우이다.

## 출연작품

### 드라마
- 2020년 《하이에나》 (SBS) - 가이드 역
- 2019년 《유령을 잡아라》 (tvN) - 마약상 역
- 2017년 《한국사기》 (KBS1) - 좌장군 순체 역
- 2016년 《마음의 소리》 (KBS2) - 통역 역
- 2016년 《응답하라 1988》 (tvN) - 참관인 역
- 2015년 《너를 기억해》 (KBS2) - 변호사 역
- 2014년 《미생》 (tvN) - 회사원 역
- 2012년 《더킹 투하츠》 (MBC) - 공안 역
- 2011년 《빛과 그림자》(MBC) - 안기부 요원 역
- 2011년 《오마이갓1》(SBS플러스) - 레스토랑 사장 역
- 2011년 《로열 패밀리》 (MBC) - MC 역
- 2011년 《반짝반짝 빛나는》 (MBC)